# Radnai Rezső
Radnai Rezső, született Reisinger (Sankt Pölten, Ausztria, 1864. május 13. – Szombathely, 1934. június 24.) bölcseleti doktor, miniszteri titkár, irodalomtörténész, pedagógiai író. 

## Élete
Erdélyben nevelkedett, majd Budapesten tanult, ahol bölcseletdoktori és tanári oklevelet szerzett; Teleki Géza gróf és Eötvös Loránd báró házánál mint nevelő működött. Ezután reáliskolai tanár volt Budapesten. 1888-ban a közoktatásügyi minisztériumba lépett, ahol mint titkár a tanítóképzés ügyeinek referense volt. 1897-ben Ausztria, Németország és Svájc tanítóképzését tanulmányozta állami megbízásból. Eredeti és fordított költeményeket, elbeszéléseket, bírálatokat és irodalmi tanulmányokat közölt a lapokban és folyóiratokban. Sajtó alá rendezte Győry Vilmos irodalmi hagyatékát (I – IV., Bp., 1886 – 88), de klasszikusok (Petőfi, Arany, Kölcsey) munkáinak népszerű kiadásait is gondozta. Egyik legjelentősebb műve a hazai esztétikatörténet egyik szakaszának feldolgozása, amely úttörőnek számít. 
Cikkei a Budapesti Hirlapban (1885. 189. A holt költő nyaralója, emlékezés Győry Vilmosról, 192. Emlékmondások Győry Vilmostól); a P. Hirlapban (1885. 133. Apró vonások Győry Vilmos életéből, 352. Győry Vilmos utolsó műve); a Fővárosi Lapokban (1885. Egy svéd költő Győry Vilmosról, 173. Győry Vilmos és a gyermekirodalom, 1886. 215. Könyvism.); a Pesti Naplóban (1885. 176. Győry Vilmos emlékmondásai, 1887. 352. sz. könyvism.).

## Munkái
- Aesthetikai törekvések Magyarországon 1772-1817. Budapest, 1889. (Olcsó Könyvtár 252., 644-646. sz.).
- A felsőfokú nőképzés Ausztriában és a bécsi leánygymnasium. Budapest, 1898. (Különnyomat a Nemzeti Nőnevelésből).
- Kölcsey Ferencz válogatott beszédei. Bevezetéssel és magyarázatokkal ellátta. Budapest, 1898. (Magyar Könyvtár 61).
- Arany János, Katalin. Keveháza. Szent László füve. Bevezetéssel ellátta. Budapest, 1899. (M. K. 121., 122.).
- Petőfi Sándor költeményei. Haza és szabadság. Bevezetéssel ellátta. Budapest, 1900. (M. K. 280., 290. Két füzet.).
- Húshagyó kedd. Fiatal leánykák színműtára. Budapest, év n.
- Eötvös József. Budapest, 1906.
- Régi ideálok a nevelésben. Budapest, 1917.